# Império do Espírito Santo das Quatro Ribeiras

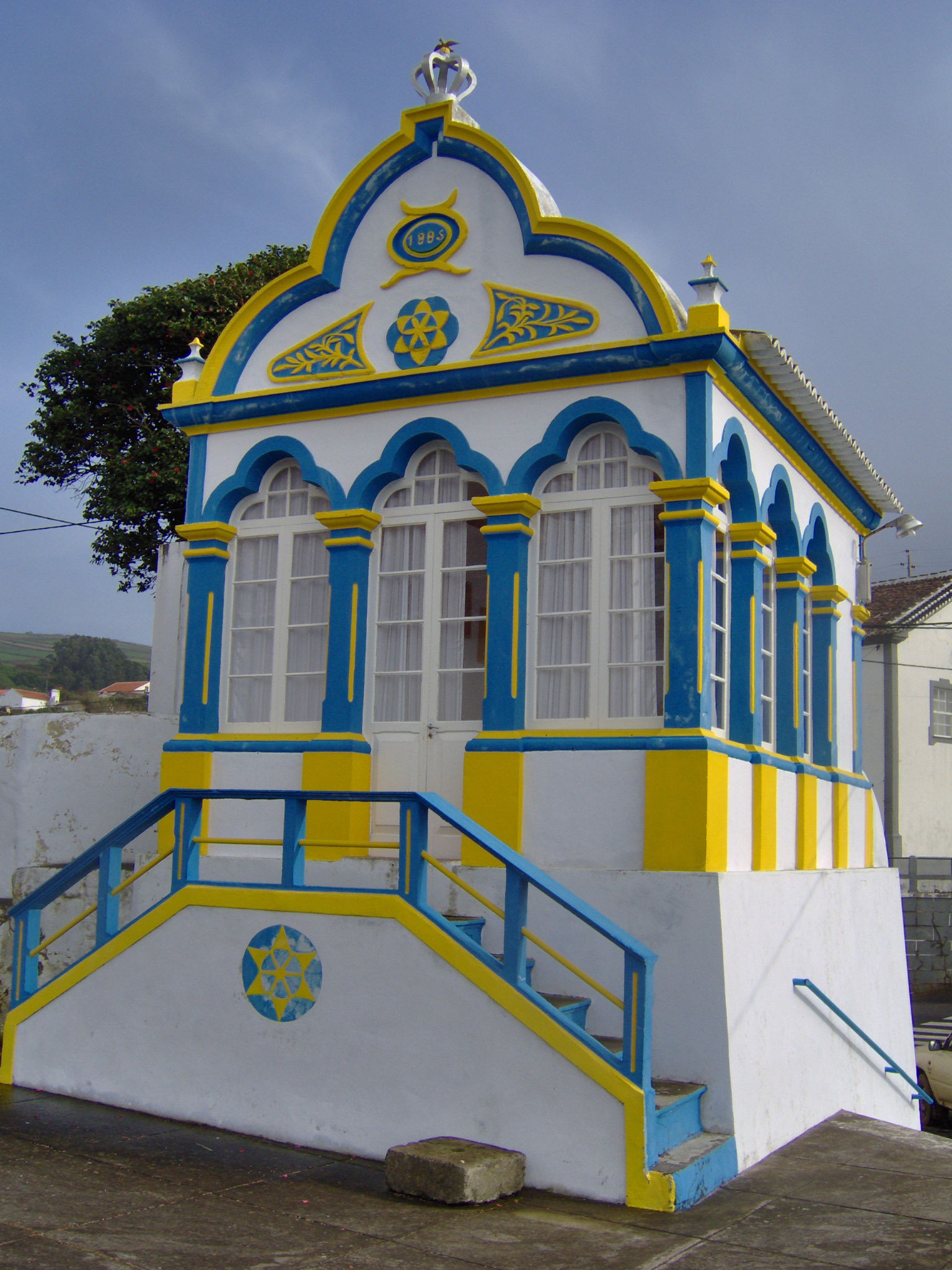
Império do Espírito Santo das Quatro Ribeiras.

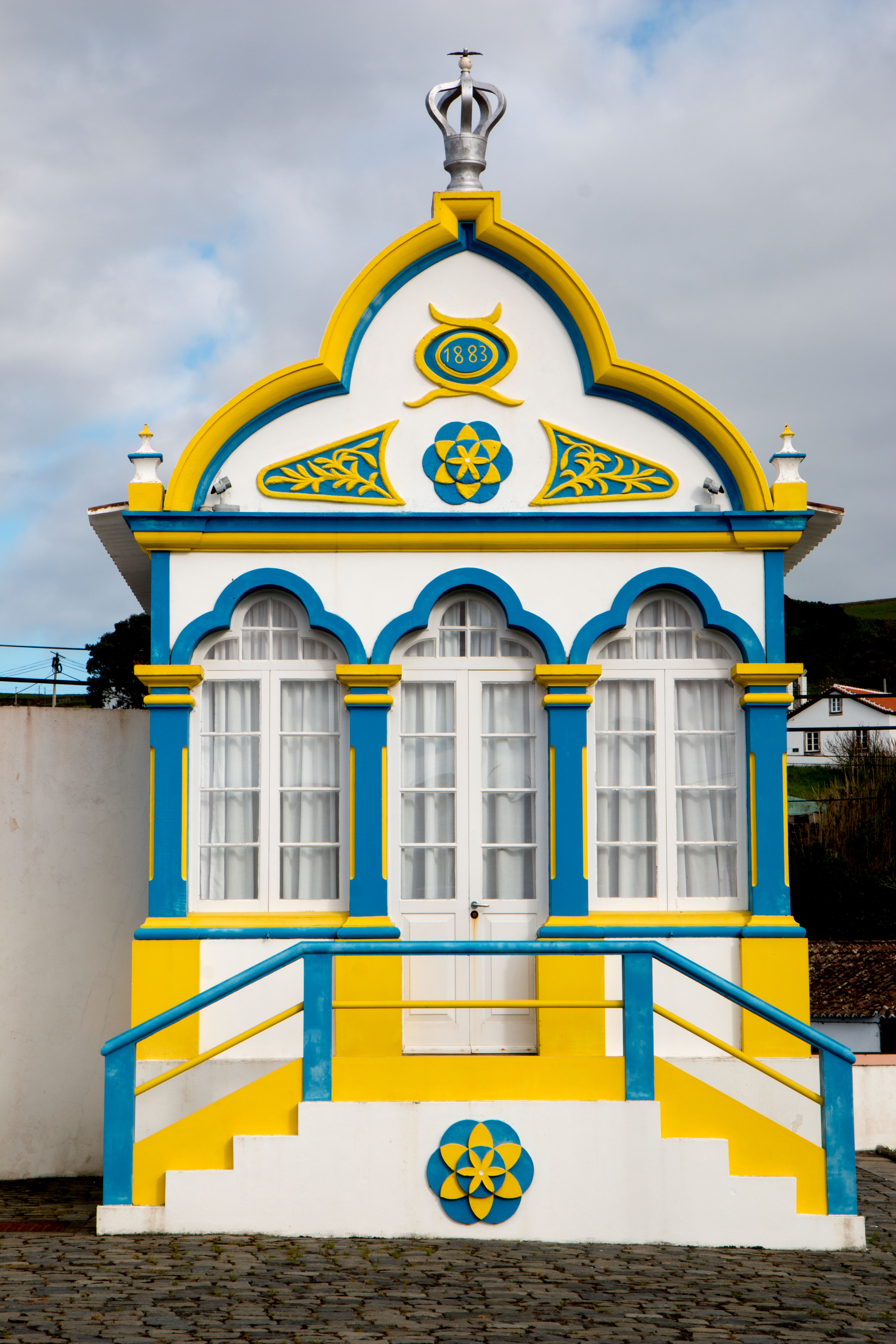
Império do Espírito Santo - Quatro Ribeiras

O Império do Espírito Santo das Quatro Ribeiras é um Império do Espírito Santo português localizado na freguesia das Quatro Ribeiras, concelho da Praia da Vitória e que faz parte do Inventário do Património Histórico e Religioso da Praia da Vitória e remonta a  1885.
Trata-se de um construção de cariz religioso destinada ao culto do Divino Espírito Santo que se encontra construído no adro da Igreja de Santa Beatriz (Quatro Ribeiras)  tendo sido edificado bastante elevado em relação à estrada circundante.
Foi edificado à direita da igreja, apresentado uma planta de forma quadrangular, com um único piso, este elevado sobre um embasamento e que é acessível por uma escada dupla, de lanços simétricos, encostada e paralela à fachada principal do império. Apresenta três vãos na fachada principal que são as aberturas de uma porta ladeada por duas janelas. Tem ainda três janelas colocadas na fachada lateral direita e uma na fachada lateral esquerda. Todos os vãos, tanto das portas como das janelas, são rematados por arcos trilobados.
Este império apresenta na parte superior um frontão que encima a fachada principal e é igualmente trilobado, e tem o topo rematado por uma coroa do Divino Espírito Santo. A cobertura apresenta-se com duas águas em telha de meia-cana e rematada por beiral simples. No tímpano existe uma cartela onde está aposta a data "1885". Por baixo desta cartela existe uma roseta de seis folhas ladeada por elementos decorativos representado motivos vegetalistas.
Esta Construção foi edificada em alvenaria rebocada e caiada a cal de cor branca, com excepção dos cunhais, das pilastras, da cornija, das molduras dos vãos e dos elementos decorativos que são pintados de amarelo e azul.
A despensa do império localiza-se à esquerda do edifício, próxima da capela-mor da igreja.